# Josua Vakurunabili
Josua Vakurunabili (Singatoka, 10 de junho de 1992) é um jogador de rugby fijiano, que joga na posição de forward.

## Carreira
Fez parte do elenco da Seleção Fijiana de Rugby Sevens Masculino nos Jogos Olímpicos de Verão de 2020 em Tóquio, conquistando a medalha de ouro.